# Tsubasa Nishi
Tsubasa Nishi (西翼?, Nishi Tsubasa; Kumamoto, 8 aprile 1990) è un ex calciatore giapponese, di ruolo centrocampista.

## Carriera
Ha giocato nella massima serie dei campionati slovacco e sudcoreano.

## Palmarès

### Club

#### Competizioni nazionali
- Coppa della Corea del Sud: 1

Daegu: 2018